# Sandy Powell
Pour les articles homonymes, voir Powell.
Sandy Powell, née le 7 avril 1960 à Londres, est une costumière britannique. 
Lauréate de trois Oscars et trois Baftas, elle est principalement connue pour avoir signé les costumes des films : Le Retour de Mary Poppins (2018), La Favorite (2018), Victoria : les jeunes années d'une reine (2010) mais aussi pour ses nombreuses collaboration avec Martin Scorsese ou Todd Haynes.                    

## Biographie
Sandy Powell est née à Londres mais passe son enfance à Brixton et Clapham.
Elle étudie à la Saint Martin's School of Art de Londres, mais la quitte avant d'obtenir son diplôme quand elle reçoit ses premières offres de travail dans le théâtre et le cinéma. Elle participe dans son premier film, Caravaggio, avec le réalisateur Derek Jarman. 
Sandy Powell est une collaboratrice fréquente de Martin Scorsese et Todd Haynes.
Elle a été nommée Officier de l'Ordre de l'Empire britannique (OBE) en 2011 pour services rendus à l'industrie du cinéma.

## Filmographie partielle
- 1986 : Caravaggio de Derek Jarman
- 1988 : The Last of England de Derek Jarman

- 1991 : Edward II de Derek Jarman
- 1992 : Orlando de Sally Potter
- 1992 : The Crying Game de Neil Jordan
- 1994 : Entretien avec un vampire de Neil Jordan
- 1995 : Rob Roy de Michael Caton-Jones
- 1997 : Les Ailes de la colombe de Iain Softley
- 1998 : Velvet Goldmine : Todd Haynes
- 1998 : Shakespeare in Love de John Madden
- 1999 : La Fin d'une liaison (The End of the Affair) de Neil Jordan

- 2002 : Gangs of New York de Martin Scorsese
- 2002 : Loin du paradis (Far from Heaven) de Todd Haynes
- 2003 : Sylvia de Christine Jeffs
- 2004 : Aviator de Martin Scorsese
- 2005 : Madame Henderson présente (Mrs. Henderson Presents) de Stephen Frears
- 2005 : Les Infiltrés (The Departed) de Martin Scorsese
- 2008 : Deux Sœurs pour un roi (The Other Boleyn Girl) de Justin Chadwick
- 2009 : Victoria : Les Jeunes Années d'une reine de Jean-Marc Vallée

- 2010 : Shutter Island de Martin Scorsese
- 2011 : Hugo Cabret de Martin Scorsese
- 2013 : Suspension of Disbelief de Mike Figgis
- 2013 : Le Loup de Wall Street (The Wolf of Wall Street) de Martin Scorsese
- 2015 : Cendrillon (Cinderella) de Kenneth Branagh
- 2015 : Carol de Todd Haynes
- 2017 : How to Talk to Girls at Parties de John Cameron Mitchell
- 2018 : Le Retour de Mary Poppins (Mary Poppins Returns) de Rob Marshall
- 2018 : La Favorite (The Favourite) de Yórgos Lánthimos
- 2019 : The Irishman de Martin Scorsese
- 2020 : The Glorias de Julie Taymor
- 2022 : Vivre (Living) d'Oliver Hermanus
- 2024 : Blanche-Neige (Snow White) de Marc Webb
- 2026 : The Bride de Maggie Gyllenhaal

## Distinctions
Elle est membre du jury à la Mostra de Venise 2014.

### Récompenses
- Oscars du cinéma
  - 1999 : Meilleurs costumes pour Shakespeare in Love
  - 2005 : Meilleurs costumes pour Aviator
  - 2010 : Meilleurs costumes pour Victoria : Les Jeunes Années d'une reine
- Festival du film de Hollywood 2015 : Hollywood Costume Design Award pour Cendrillon
- Prix du cinéma européen 2019 : Meilleurs costumes pour La Favorite
- BAFTA 2019 : Meilleurs costumes pour La Favorite

### Nominations
- BAFTA du cinéma (12 nominations)
  - meilleurs costumes pour Orlando (1993)
  - meilleurs costumes pour Entretien avec un vampire (1994)
  - meilleurs costumes pour Les Ailes de la colombe (1997)
  - meilleurs costumes pour Shakespeare in Love (1999)
  - meilleurs costumes pour La Fin d'une liaison (1999)
  - meilleurs costumes pour Gangs of New York (2002)
  - meilleurs costumes pour Mme Henderson présente (2005)
  - meilleurs costumes pour Hugo Cabret (2011)
  - meilleurs costumes pour Carol (2015)
  - meilleurs costumes pour Cendrillon (2015)
  - meilleurs costumes pour Le Retour de Mary Poppins (2018)
  - meilleurs costumes pour The Irishman (2020)

- Oscars du cinéma (12 nominations)
  - meilleurs costumes pour Orlando (1993)
  - meilleurs costumes pour Entretien avec un vampire (1994)
  - meilleurs costumes pour Les Ailes de la colombe (1997)
  - meilleurs costumes pour La Fin d'une liaison (1999)
  - meilleurs costumes pour Gangs of New York (2002)
  - meilleurs costumes pour Mme Henderson présente (2005)
  - meilleurs costumes pour Hugo Cabret (2011)
  - meilleurs costumes pour Carol (2015)
  - meilleurs costumes pour Cendrillon (2015)
  - meilleurs costumes pour Le Retour de Mary Poppins (2018)
  - meilleurs costumes pour La Favorite (2018)
  - meilleurs costumes pour The Irishman (2020)
- Critics' Choice Movie Awards (6 nominations)
  - meilleurs costumes pour Hugo Cabret (2011)
  - meilleurs costumes pour Carol (2015)
  - meilleurs costumes pour Cendrillon (2015)
  - meilleurs costumes pour La Favorite (2018)
  - meilleurs costumes pour Le Retour de Mary Poppins (2018)
  - meilleurs costumes pour The Irishman (2020)